# Жуков хутор
«Жуков хутор» (укр. Жуків хутір) — лесной заказник общегосударственного значения, расположенный на территории Бучанского района (Киевская область, Украина). 
Площадь — 490 га.

## История
Заказник был создан согласно Постановлению Совета министров УССР от 26 декабря 1985 года № 451. Границы объекта были изменены Указом Президента Украины от 20.08.1996 года №751/96.
Согласно исследованию (2012 год) Андрея Плига, в заказнике проводятся нецелесообразные лесовосстановительные рубки, при этом частично или полностью уничтожая столетний лес.. Согласно исследованию (2013 год) С. Ефименко и А. Литвиненко, по данным кадастровой карты были выданы земельные участки на территории заказника, вопреки законодательству. В 2015 году Андреем Плигой были обнаружены рубки в заказнике площадью 44,7 га.

## Описание
Природоохранный объект создан с целью охраны ценных природных комплексов в южном Полесье. Заказник занимает частично кварталы 5-9, 11, 14-26, 28 Ирпенского лесничества на территории Ирпенской городской и Дмитровской сельской общин — на левобережной надпойменной террасе реки Бучаː между селом Козинцы на севере и рекой Буча на юге. Заказник также включает приустьевую часть реки Мокрая (левая притока реки Буча) с системой прудов. По берегам ручьёв и приток реки Буча очагами присутствуют низинные (эвтрофные) болота.
Ближайший населённый пункт — Козинцы и Михайловка-Рубежовка; города — Киев и Ирпень.

## Природа
Ландшафт заказника преимущественно представлен смешанным лесом. Растительность представлена сосновым, дубово-сосновым, дубовым и грабово-дубовым лесами, а также ольховым лесом. Растительность низинных (эвтрофных) болот представлена ольховым лесом. Возраст деревьев на некоторых участках дубово-соснового леса составляет 150 лет. Кроме доминирующих пород, присутствуют берёза бородавчатая, клён остролистый, ясень. Травяной ярус в дубовом и дубово-сосновом лесах представлен доминирующим видом ландыш майский, в дубово-грабовом — сныть обыкновенная, осока волосистая, копытень европейский. Распространена черника. В заказнике растет около 600 видов высших сосудистых растений. 9 видов занесены в Красную книгу Украины: пыльцеголовник длиннолистный, пальчатокоренник мясо-красный,  тайник яйцевидный, гнездовка настоящая, дремлик зимовниковый, любка двулистная, любка зелёноцветная, плаун годичный.
В заказнике встречаются лесные виды животныхː косуля, лось, дикая свинья, лисица, заяц-русак. Большие деревья дают возможность селится крупнейшим дятлам в Европе — чёрный дятел (желна).